# بانی بل
بانی بل (انگلیسی: Bunny Bell; ۱۰ آوریل ۱۹۱۱ – ۲۵ دسامبر ۱۹۸۸) بازیکن فوتبال اهل بریتانیا بود.
از باشگاه‌هایی که در آن بازی کرده‌است می‌توان به باشگاه فوتبال اورتون و باشگاه فوتبال ترانمره راورز اشاره کرد.